# أندرو غريلي
أندرو غريلي (بالإنجليزية: Andrew Greeley)‏ (5 فبراير 1928، أوك بارك في الولايات المتحدة - 29 مايو 2013، شيكاغو في الولايات المتحدة)؛ صحفي، كاتب، أستاذ جامعي وروائي أمريكي.

## روابط خارجية
- أندرو غريلي على موقع الموسوعة البريطانية (الإنجليزية)